# جورج دیوید وودز
جورج دیوید وودز (به انگلیسی: George David Woods) (زاده ۲۷ ژوئیه ۱۹۰۱ – درگذشته ۲۰ اوت ۱۹۸۲)، چهارمین رئیس بانک جهانی از ژانویه ۱۹۶۳ تا مارس ۱۹۶۸ بود. در زمان وی مرکز بین‌المللی حل و فصل اختلافات سرمایه‌گذاری (ICSID)، تأسیس شد که تضمینی برای سرمایه گذاران خصوصی عصبی ارائه شد. وودز همچنین در سال ۱۹۶۶ در تلاش کمک به هند بود که ارزش روپیه در حال کاهش بود.

## زندگی‌نامه
جرج وودز در سال ۱۹۰۱ در بوستون، ماساچوست متولد شد. پس از اتمام دبیرستان در هریس و شرکت فوربز استخدام شد. او بعدها نایب رئیس و عضو هیئت مدیره شرکت بوستون اول (First Boston Corporation)، یک شرکت اوراق بهادار تازه شکل گرفته شد.
شرکت بوستون اول یکی از بزرگترین شرکت‌های بانکداری سرمایه‌گذاری در ایالات متحده تبدیل شد، و وودز نقش مهمی در آن ایفا کرد. در سال ۱۹۴۸ رئیس کمیته اجرایی شد سپس، در سال ۱۹۵۱ رئیس هیئت مدیره شد.